# 一詞多義
一詞多義是指一個詞語能表達多種意義的现象，一詞多義的词语会被称为多義詞。一詞多義的直接原因有時是词语具有歧义，有时则是词语的概念定义含糊。一詞多義可能为使用者刻意营造或无意造成。

## 示例
小明走了一天了
「走」可解作「走路」，「離開一個地方」或「死亡」。
巴豆不可輕用
「輕用」可解作「使用低劑量」或「輕易使用」。
阿嬤，你要哪片音樂光碟？我燒給你。
「燒」可解作「燒錄」或「燒給阿嬤」。
這樣吃雪糕的話會很難吃。
「難吃」可解作「很困難（方法不對/效率比平常低）使自己能夠進食雪糕」或「雪糕的味道不好」。

## 流行文化
2021年TVB電視劇《逆天奇案》第5集，飾演律師的蔣祖曼在法庭上向飾演警察證人的黃智賢發問問題，她的當事人在「下船」的時候被捕，為何明明「上船」會寫錯成「下船」呢？反被黃智賢設例指出一句「真是可憐，被搶白得啞口無言，真是好不可憐」此時「可憐」跟「好不可憐」表達各有不同，卻有相同的意思，就是「覺得你可憐」的意思，令蔣祖曼感到非常尷尬。

## 外部連結
- （英文） Logical Fallacy: Equivocation（页面存档备份，存于） The Fallacy Files